# Ниндзя 3: Дух ниндзя
«Ниндзя 3: Дух ниндзя» (англ. Ninja 3 — The Domination) — кинофильм, завершающий трилогию про ниндзя, которая включает в себя фильмы Входит ниндзя и Месть ниндзя.

## Сюжет
Фильм начинается с убийства бизнесмена таинственным ниндзя. Прибывшим полицейским удаётся окружить убийцу и вступить с ним в жестокую схватку, но тот, будучи смертельно ранен, уходит от них в сторону линий электропередач. Случайно его находит монтёр Кристи. Не догадываясь с кем она имеет дело, она бросается ниндзя на помощь, но тот умирает и при этом часть его духа вселяется в тело Кристи, наделив скромную монтёршу невероятными способностями. Одержимая духом ниндзя девушка совершает страшные преступления и тогда к ней на помощь приходит одноглазый ниндзя Ямада, чтобы вытряхнуть из неё дух убийцы и сразиться с ним, чтобы победить окончательно.
Хотя главную положительную роль играет Сё Косуги, фильм не является продолжением «Мести ниндзя» и имеет независимый сюжет, но при этом у обоих фильмов одна музыкальная тема.

## В ролях
Сё Косуги — Ямада
Люсинда Дикки — Кристи